# Let It Down
Let It Down è un brano musicale di George Harrison, apparso sul triplo album All Things Must Pass del 1970.

## Il brano

### Storia e composizione

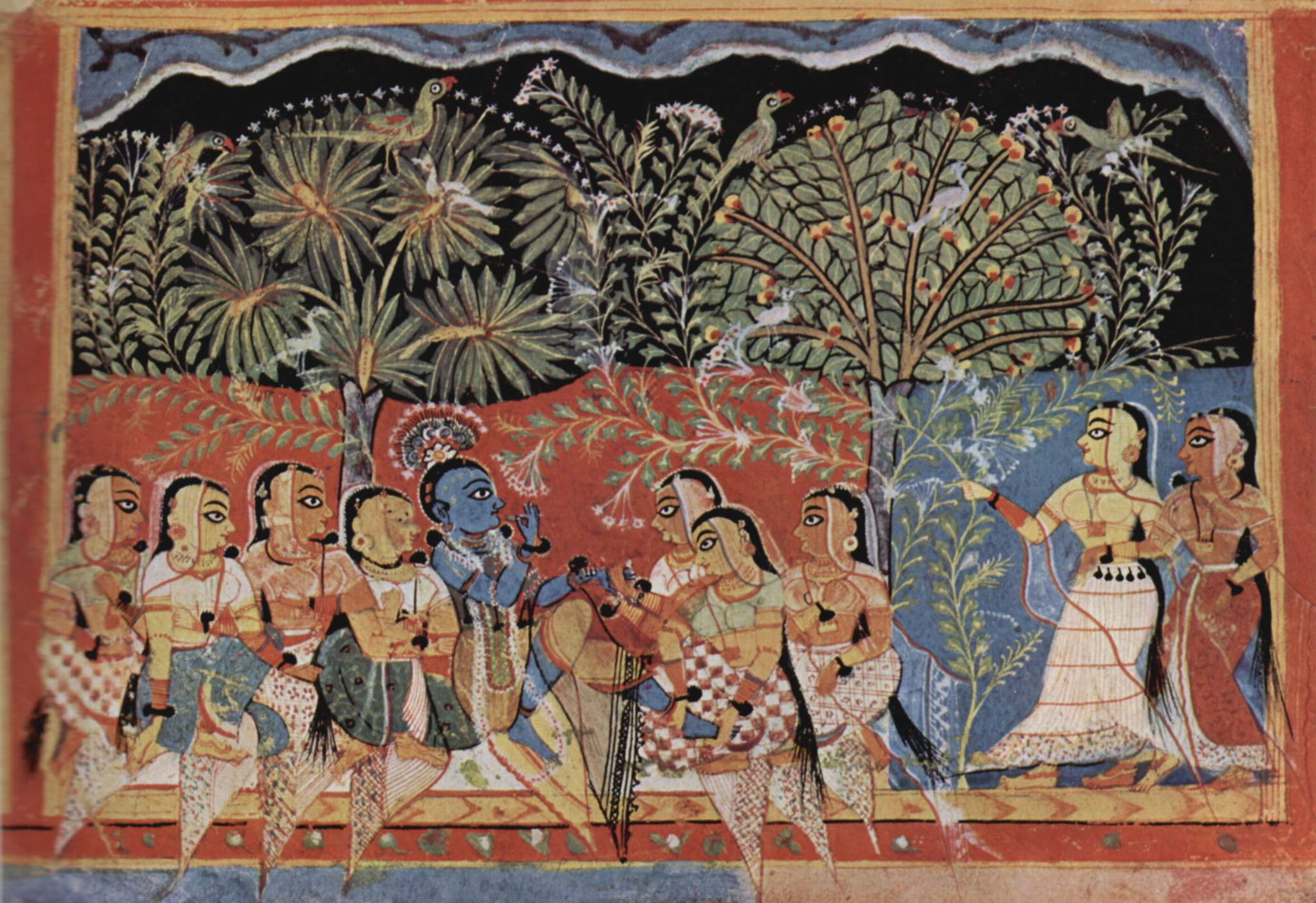
La divinità Krishna circondata da fedeli, detti gopī

Già a partire dal 1969, anno di composizione della canzone Something, presumibilmente ispirata da Pattie Boyd, moglie di Harrison, il matrimonio tra i due era già in crisi, poiché, per quanto interessato alla spiritualità, l'allora Beatle tradiva frequentemente la moglie. L'autobiografia I, Me, Mine non accenna a Let It Down, composta a fine 1968, per cui gli esperti della discografia harrisoniana e beatlesiana in generale, come Ian Inglis, hanno ipotizzato che il testo parli d'infedeltà coniugale, mentre Simon Leng parla di una battaglia contro un nemico sconosciuto, sempre implicato in un affair extra-coniugale. In uno dei versi, si accenna proprio alla lussuria, che dovrebbe essere rifiutata dai fedeli di Krishna come George.

### Registrazione

#### The Beatles
Durante le Get Back sessions del gennaio 1969, Let It Down venne inciso dai Beatles in due date: il primo giorno, il 2 (due versioni del brano), con presenti, oltre Harrison, il quale suonò il pezzo da solo, anche John Lennon, che aveva appena finito di registrare, sempre da solo, una versione di Dig a Pony, e Ringo Starr, ed il 29 gennaio (quattro versioni), con Billy Preston in aggiunta al gruppo. Let It Down non venne mai registrata dalla band al completo con l'idea chiara di includerla in un LP poiché Lennon e McCartney se ne disinteressarono completamente.

#### Demo
Una prima versione, registrata originariamente il 20 maggio 1970 con la sola chitarra acustica e la voce, sulla quale, nel 2000, c'è stata qualche piccola sovraincisione, è apparsa su svariati bootleg, come Beware of ABKCO!, e come bonus track della ristampa di All Things Must Pass del 2001. Nel demo, come in tutti quelli registrati per il futuro triplo LP (e non solo) dati al produttore Phil Spector, Harrison accenna al titolo e, in alcuni casi, diede anche aggiuntive informazioni su di essa.

#### Versione diAll Things Must Pass(1970)
Con Spector come co-produttore, la traccia di base del brano venne incisa nell'inizio dell'estate 1970. Con un forte arrangiamento rock N73N, sostenuto anche dal sax, suonato in puro stile rock and roll da Bobby Keys, come suggerito in una lettera dal produttore statunitense. Per posta, Spector scrisse all'appena ex-Beatle la sua opinione sui pezzi già registrati per All Things Must Pass; circa Let It Down, aggiunse anche che, con un remix minuzioso, sarebbe diventato uno dei pezzi forti dell'album, descrivendo la sua idea sul mixaggio dei corni, consigliò di effettuare un rifacimento della parte vocale solista, mentre considerò buoni i cori. Concluse affermando che "ogni cosa del mixer ad otto tracce è importante [...] per il prodotto finale", ma di non preoccuparsi riguardo alla canzone.

### Pubblicazione ed accoglienza
Let It Down venne pubblicata come ottava traccia di All Things Must Pass, album che ha venduto ben oltre di tre milioni di copie a scala mondiale, riscuotendo un successo immenso. Penultima traccia del lato B del primo dico del triplo album, è posta tra Behind That Locked Door e Run of the Mill. All Things Must Pass venne ristampato su CD nel 1987 e nel 2001. Mentre quella degli anni ottanta non presentava materiale aggiuntivo, quella per il trentesimo anniversario ne presenta cinque: l'inedito I Live for You, due versioni alternative di altre tracce, il rifacimento della hit My Sweet Lord, intitolato My Sweet Lord (2000) ed il demo acustico, sul quale c'è stata qualche piccola aggiunta. Inoltre, poco tempo dopo la morte di George, il 14 gennaio 2002, trentuno anni ed un giorno dopo la pubblicazione dell'LP nel Regno Unito, uscì nuovamente il singolo, che riscosse ancora un grande successo; questo conteneva la versione originale di My Sweet Lord ed il suo remake, e, in mezzo a queste due tracce, anche il demo di Let It Down.
Robert Rodriguez elenca Let It Down, assieme a All Things Must Pass, Wah-Wah e Isn't It a Pity, quattro composizioni dell'epoca dei Beatles, come l'esempio folgorante che il gruppo non poteva rimanere intatto con il binomio Lennon-McCartney che offuscava il "Beatle silenzioso". A conferma di ciò, Bruce Spizer ha infatti affermato che la mancata pubblicazione della canzone da parte dei Fab Four sia stata un grave errore. Chip Madinger e Mark Easter hanno definito la canzone come l'apice del Wall of Sound di Spector, e anche Richard Williams ha lodato il missaggio del celeberrimo produttore, ed ha inoltre considerato la traccia come la più emozionante del triplo LP.

## Formazione

### All Things Must Pass(1970)

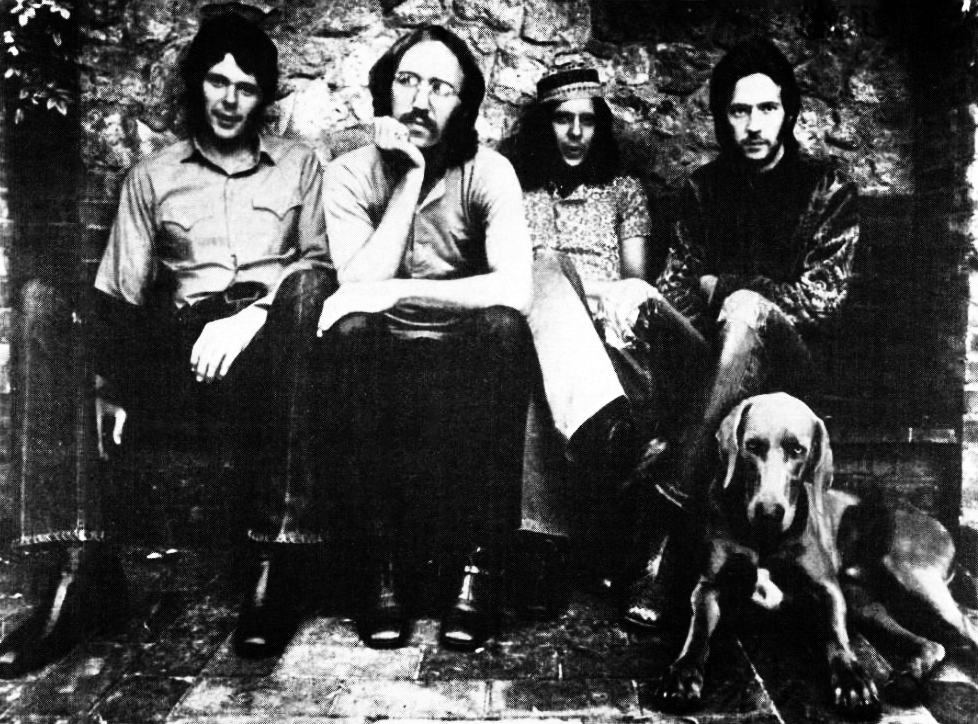
Il gruppo Derek and the Dominos, formato da Clapton, Whiltock, Radle e Gordon

- George Harrison: voce, cori, chitarra elettrica
- Eric Clapton: cori, chitarra
- Pete Ham: chitarra acustica ritmica
- Tom Evans: chitarra acustica ritmica
- Joey Molland: chitarra acustica ritmica
- Carl Radle: basso elettrico
- Gary Wright: organo
- Gary Brooker: pianoforte
- Jim Gordon: batteria
- Bobby Keys: sassofono
- Jim Price: tromba
- Bobby Whitlock: cori[1][5][7]

### Demo
- George Harrison: voce, chitarra acustica, chitarra acustica solista
- Ray Cooper: sintetizzatore di archi[5]

Anche la parte di chitarra acustica solista risale al 2000.